# ポンティアック (ミシガン州)
ポンティアック（英: Pontiac、[ˈpɒntiæk, ˈpɒni-]）は、アメリカ合衆国ミシガン州南東部オークランド郡の都市であり、同郡の郡庁所在地である。人口は6万1606人（2020年）。デトロイト都市圏に含まれる。
市名はポンティアック酋長から採られた。市の歴史はゼネラルモーターズのフィッシャー・ボディ工場、ポンティアック東組立工場、ポンティアック自動車事業部など自動車製造工場で知られており、最盛期には著名車種のポンティアックが造られ、市の名前を採用された主要組立工場だった。過去にはオークランド・モーターカー社もあったが、1909年にゼネラルモーターズに買収された。1975年から2002年まで、ナショナル・フットボール・リーグ（NFL)のデトロイト・ライオンズが市内のポンティアック・シルバードームを本拠地にしていたが、その後はデトロイト市中心街に戻った。

## 歴史
デトロイトより北の土地に入った初期遠征隊は、ポンティアックのある地域が「極端に不毛であり、何もない」と表現していた。その後の開発と探検で、この報告は嘘であることが分かった。
現在のポンティアック市に最初の開拓者が入ったのは1818年だった。その2年後にはできたばかりの開拓地がオークランド郡の郡庁所在地に指定された。デトロイトのソロモン・シブリーが率いたポンティアック社がポンティアックの初期土地所有者であり、15人の社員がいた。シブリーは社員のスティーブン・マックやシュベール・コナントと共に、マック・コナント・アンド・シブリーという共同経営会社を結成し、町を建設する仕事を行った。最初の建物はソロモンとサラのシブリー夫妻がほとんどの金を出した。ソロモンは最初の2年間ポンティアック社の社長だったが、彼のためにポンティアックの人々との間を取り持ったのはサラだったことは重要だった。ソロモンは準州議会の議員としてしばしば旅をしており、後には準州最高裁判所の判事を務めた。
エリザベス・デニソンは未婚の自由黒人女性であり、1820年代にシブリー夫妻のために働き、1825年にポンティアックの土地を購入できたが、それを可能にしたのもシブリー夫妻だったことも重要である。当時ポンティアック社のエージェントだったスティーブン・マックがシルビーの遺志によって権利譲渡証書に署名し、エリザベス・デニソンに48.5エーカー (194,000 m2) の土地を譲渡した。新しいミシガンの領土で黒人女性として最初に土地を購入した者と考えられている。デニソンに土地を売るという提案はポンティアック社にも行われており、議事録に残っている。
1837年、ポンティアックは村となり、同年、ミシガンは州に昇格した。村の名称は数十年前にこの地域を本拠にしていた有名なインディアン酋長から採られていた。ポンティアック村はミシガンでは初の内陸開拓地だった。
この村は1837年に公式に州議会から認知された。市としては1861年に法人化された。町の中心はその始まりの時から十分機能していた。毛織物工場と製粉所の立地として選ばれ、クリントン川が動力源に使われた。
天然資源が豊富にあったので、馬車を製造する会社が幾つかでき、最初に自動推進の車が導入された20世紀への変わり目には全ての会社が繁盛していた。ポンティアックはすぐに新しい自動車産業の首都になった。1920年代と1930年代を通じて、南部から何万人もの労働者が将来有望なゼネラルモーターズの組立工場で働くために移住してきたので、ポンティアックはその人口でも大きさでも急速に成長した。小さな「馬無し荷車」製造者がゼネラルモーターズ・コーポレーションのマントの下に統合されていき、ポンティアックはこの産業と共に成長した。1930年代の不況の時は他の市と同様に挫折を味わった。
クリントン川の洪水を防ぐために、1963年にはポンティアック中心街の下にコンクリート製暗渠に閉じこめられた。
1966年遅く、ポンティアック生まれで不動産開発業者のA・アルフレッド・トーブマン中心街の空いた土地に大規模なショッピングセンターを建設しようとした。そこには現在フェニックス・センターが建っている。この計画は成功しなかったが、住民のC・ドン・ダビッドソンやそのデトロイト大学建築学科を動かして、市と周辺地域全体の恩恵となる包括的な計画を創り出すことになった。1969年ポンティアック市は、中心街の空白地を再建するための公式計画としてポンティアック・プランを採択した。
1968年、ダビッドソンは、デトロイト・ライオンズがミシガン州南東部で新しいフットボール場を望んでいるという話を聞いた。ダビッドソン教授と市の指導者達は新しい多目的スタジアムの建設を推進し、それがシルバードームと呼ばれるようになった。
観客席数8万席のスタジアム建設は1972年に始まり、1975年にポンティアック・メトロポリタン・スタジアムとしてオープンした。これもダビッドソンのポンティアックに対するビジョンの1つだった。
「ポンティアック・プラン」と呼ばれた都市再開発計画は1970年代に建設が始まった。計画の第1段階にはフェニックス・センター、オフィス・ビル3棟、交通センター、高層住宅棟が含まれていた。「ポンティアック・プラン」は市内の事業家で、デトロイト大学教授C・ドン・ダビッドソンのビジョンだった。計画の残り部分は完成しなかった。2012年7月、レオン・ジュコースキ市長と緊急財政マネジャーのルイス・シンメルが、フェニックス・センターの解体計画を発表した。これは利用頻度が減ったこと、維持費が市の負担になること、サギノー通りを物理的に塞いで中心街との接続を困難にしていることが理由だった。隣接するオタワ・タワーズのオーナー達がその差し止め命令を申請し、フェニックス・センターの解体は資産の価値を下げ、駐車スペースもなくなると主張した。2012年12月、判事はオタワ・タワーズの申請を認め、暫くの間フェニックス・センターの解体を止めることになった。
2010年、市の指導者と事業家達が「フェニックスの立ち上がり」案を発表した。この計画は中心街の小売業スペースに企業を誘致することを目指している。選別されるテナントには複数年（2年以上）の賃貸契約および市営駐車場の1年間利用と引き替えに、賃借料を無料にするものである。この計画で中心街に新しく52の企業を誘致することになる。2011年9月にはミシガン州経済開発局によって中心街に多目的開発とロフト住居を建設する案が発表された。この開発で新たに2,040万米ドルの投資を生み、107人分の雇用機会を創設すると見込んでいる。
2012年1月26日、ウェスト・コンストラクション・サービシーズが、中心街にある元シアーズのビルをラファイエット・プレース・ロフツのために改築改修を始めた。これは中心街における約30年ぶりの大規模建設投資となった。床面積80,000平方フィート (7,400 m2) のこの計画は、エネルギー環境デザイン・リーダーシップが認証する住宅商業多目的開発であり、46戸の都市型賃貸ロフト住宅、生鮮食品店とカフェ、エニタイム・フィットネスセンターで構成されている。2012年の間に建設が進行し、12月に住宅と店舗がオープンした。

## 地理
アメリカ合衆国国勢調査局に拠れば、市域全面積は20.28平方マイル (52.52 km2)、このうち陸地は19.97平方マイル (51.72 km2)、水域は0.31平方マイル (0.80 km2)である。
東と北はオーバーンヒルズ市、北はレイクアンジェラス市、西はウォーターフォード・タウンシップ、南はブルームフィールド・タウンシップに接している。
元のポンティアック・タウンシップには、現在のポンティアック、レイクアンジェラス、オーバーンヒルズ各市が含まれていた。このタウンシップは1983年にオーバーンヒルズ市として法人化された。タウンシップは存在しなくなったが、土地利用目的の測量区画タウンシップとして現在も使われている。

### 気候
ポンティアックは湿潤大陸性気候（ケッペンの気候区分"Dfb"）にある。

## 人口動態

### 2000年の収入
- 収入の中央値
  - 世帯: 31,207米ドル
  - 家族: 36,391米ドル
  - 性別
    - 男性: 31,961米ドル
    - 女性: 24,765米ドル
- 人口1人あたり収入: 15,842米ドル
- 貧困線以下
  - 対人口: 22.1%
  - 対家族数: 18.0%
  - 18歳未満: 29.3%
  - 65歳以上: 15.7%

### 2010年国勢調査
| 基礎データ - 人口: 59,515 人 - 世帯数: 22,220 世帯 - 家族数: 13,365 家族 - 人口密度: 1,150.7人/km2（2,980.2人/mi2） - 住居数: 27,084 軒 - 住居密度: 523.6軒/km2（1,356.2/mi2） 人種別人口構成 - 白人: 34.4% - アフリカン・アメリカン: 52.1% - ネイティブ・アメリカン: 0.6% - アジア人: 2.3% - その他の人種: 6.2% - 混血: 4.5% - ヒスパニック・ラテン系: 16.5% | 年齢別人口構成 - 18歳未満: 27.2% - 18-24歳: 11.2% - 25-44歳: 28.2% - 45-64歳: 24.2% - 65歳以上: 9.3% - 年齢の中央値: 33歳 - 性比（女性100人あたり男性の人口） - 総人口: 96.5 世帯と家族（対世帯数） - 18歳未満の子供がいる: 35.7% - 結婚・同居している夫婦: 26.4% - 未婚・離婚・死別女性が世帯主: 27.0% - 非家族世帯: 39.9% - 単身世帯: 33.1% - 65歳以上の老人1人暮らし: 8.7% - 平均構成人数 - 世帯: 2.56人 - 家族: 3.28人 |

## 教育
市内はポンティアック市教育学区に入っている。高校はポンティアック高校1校である。かつては2校あったが、2009年に統合された。現在プログラミング学校のインターナショナル・テクノロジー・アカデミーと提携しており、ここに進学するには平均点3.0が必要である。
学区内には約6,200人の児童生徒がいる。
チャータースクールが4校あり、市内と周辺市住民に選択肢を提供している。
ノートルダム進学予備高校は私立カトリック系の学校であり、市の北東部にある。

## 文化
ポンティアック市は「アーツ、ビーツ、イーツ祭」を開催することで近隣に知られている。この夏祭りは2010年に会場を近隣のロイヤルオークに移した。
著名なウッドワード・アベニューでは北端にあたる。この通りは1950年代と1960年代に、若者が「巡回し」改造車でドラッグ・レースを行うことで人気があった。毎年開催されるウッドワード・ドリーム・クルーズの参加者は、ポンティアックからデトロイまで広がっていた。中心街はクラブビジョン、トニック、クロフットなどナイトクラブや音楽会場があり、そのナイトライフで知られている。
国内で知られた幽霊屋敷が2つある。すなわちレルム・オブ・ダークネスとエレバスである。レルム・オブ・ダークネスはアメリカで最良の幽霊屋敷に選ばれたことがある。エレバスは4階建てであり、2005年から2009年の間は、世界最大の幽霊屋敷とされていた。
市内にはモータウン・モーションピクチャー・スタジオがあり、元はローリー・ミシガン・スタジオと呼ばれていた。ワシントン州スポケーンを舞台にした映画『レッド・ドーン』を2012年にリメイクしたときに、撮影現場に使われた都市の1つだった。また、竜巻災害をテーマにした2012年の映画『Black Sky』でも中心街が撮影現場になった。2013年のファンタジー冒険映画『オズ はじまりの戦い』は、モータウン・モーションピクチャー・スタジオで撮影された。『トランスフォーマー/ロストエイジ』がこのスタジオで撮影された最新の映画であり、市内でも多くのシーンが撮影された。
市内にはミシガン・フォールン・ヒーローズ記念碑がある。テレグラフ道路近く、オークランド郡政府複合ビルの中に入っている。

## 交通
全国的な旅客鉄道運行会社であるアムトラックが、ポンティアックからデトロイトとバトルクリーク経由でシカゴまでウルバリン号を運行している（ウルバリンはミシガン州のニックネーム）。1日3往復が運行されている。
ポンティアックからデトロイト中心街までの通勤列車は、グランド・トランク・ウェスタン鉄道、さらに後にはサウスイースタン・ミシガン交通局が運行していた。しかし1983年10月17日で廃止となった。今日でも復活させる試みがある。
グランド・トランク・ウェスタン鉄道は一級貨物鉄道会社であり、ポンティアックの自動車産業のために大型の操車場を運営している。カナディアン・ナショナル鉄道の重要な子会社であり、そのシカゴ事業部の大半を構成している。現在はミシガン州、オハイオ州、インディアナ州、イリノイ州で運行しており、ポートヒューロンからシカゴまでの本線を形成し、デトロイトやオハイオ州トレドにも行っている。
オークランド郡国際空港は、ポンティアック市と周辺地域のためにコミューター路線を運航している。以前はポンティアック市が所有し、ポンティアック市空港と呼ばれていた。実際には隣接するウォーターフォード郡区の中にあり、ポンティアック市とは地続きではない。
地域交通のための郊外交通局が地域のバス便運行を担当している。
市内の大通りは、ウッドワード・アベニュー（ミシガン州道1号線）、ヒューロン通り（同59号線）、テレグラフ道路（アメリカ国道24号線）である。ウッドワード・アベニューの一部はかつてサギノー通りとワイドトラック・ドライブと呼ばれていた。
- 州間高速道路75号線、北西のフリント、南のデトロイトを繋ぐ
- 州間高速道路75号線産業道路、ポンティアック市内を通る
- アメリカ国道24号線、ポンティアックの北で州間高速道路75号線とあたる所が北端である。南はデトロイト郊外部とモンローを通り、オハイオ州に入る
- アメリカ国道24号線 産業道路、市内の産業用途に使われている
- ミシガン州道1号線、市内に北端があり、南は直接デトロイト中心街に繋がる
- ミシガン州道24号線、南はオーバーンヒルズの州間高速道路75号線で止まる。北はラピーアに至る
- ミシガン州道59号線、西のハウェルと東のユーティカを結ぶ

## 政府と政治
ミシガン州上院では第12選挙区に属し、2014年時点で共和党員を選出している。下院では第29選挙区に属し、民主党員を選出している。
連邦議会下院ではミシガン州第9選挙区に属し、民主党員を選出している。

### 市長と緊急財政マネジャー
現時点では、州が「緊急財政マネジャー」を押しつけているために、市長にはほとんど権限が無い。
2009年、ミシガン州政府は日々の行政と財政的決断を行わせるために「緊急財政マネジャー」を指名した。この地位は通常の抑制と均衡の対象とならず、再選を求める必要が無い。初代マネジャーと第2代マネジャーはジェニファー・グランホルム州知事から指名され、任期は1年未満だった。
第3代かつ現職のルイス・シンメルはリック・スナイダー州知事から指名された。年給は15万米ドルであり、以前はミシガン一般法4号の下で緊急マネジャーを務めていたが、2012年11月に一般法4号を撤廃すべきかを問うた州全体の住民投票までの暫定期間に地方緊急財政補助貸付委員会により、緊急財政マネジャーに指名された。
予算の収支バランスをとるために、州が指名した緊急マネジャーは、労働組合の契約を劇的に改訂し、パーキングメーターなど市の資産を売却し、公共事業の大半を民営化した。オークランド郡保安官事務所が全警察機能を担当し（年間200万ドルの節減）、ウォーターフォード・タウンシップが消防機能を担当した（年300万ドルの節減）。ポンティアック市は水処理プラントを5,500万ドルで売却した。ゴミ収集、動物コントロール、重要記録、通りの保守は外注している。市役所で働いている多くの者は外部の会社が雇用している。市が給与を支払う職員は600人から50人に減少した。かつて2,200万ドルの価値があったシルバードーム球技場は583,000ドルで売却された。緊急マネジャーは市の年間支出を5,700万ドルから3,600万ドルまで削減し、長期負債のほぼ全てを消した。シンメルはその任務がほとんど終わったと言っており、選挙で選ばれた役人に権限を戻す計画があると語った。

### 市政委員会
現在の選挙で選ばれた役人には限られた意志決定権限しか無い。市政委員会は毎週会合を持つが、公式の実務は遂行できない。委員会の始めにパブリック・コメントは許されるが、市民1人当たり5分間に制限され、会議が始まる前にカードの提出を求められている。
委員7人は人口を等しく分割した小選挙区から選ばれている。任期は4年間である。

## 著名な出身者
- ジャック・ケヴォーキアン - 病理学者、元医師、末期病患者の積極的安楽死の肯定者
- カーク・ギブソン - メジャーリーグベースボール選手
- エルヴィン・ジョーンズ - ジャズ・ミュージシャン、ドラム奏者